# Новий Камерун
Новий Камерун (нім. Neukamerun) — назва терену у Центральній Африці, яким Франція поступилася на користь Німеччини у 1911. Після вступу на посаду в 1907 році, Теодор Зейц, губернатор Німецького Камеруну, виступає за придбання терену у Французького Конго.
Франція та Німеччина конкурували у Марокко, у 1911 році, вибухнула Агадірська криза через питання впливу у цьому краї. Франція і Німеччина провели переговори 9 липня 1911 року — 4 листопада, коли було підписано Феський договір. Франція погодилася поступитися частиною Французького Конго на користь Німеччини в обмін на німецьке визнання прав Франції у Марокко, смуга землі на північному сході Камеруну між річками Логоне і Шарі була передана Німеччині. Площа Німецького Камеруну зросла з 465000 км² до 760000 км². 
Обмін викликав дебати в Німеччині; опоненти стверджували, що нові терени надають замало можливостей для комерційної експлуатації або іншого прибутку. Німецький колоніальний секретар в кінцевому підсумку пішов у відставку через це питання. 
Під час Першої світової війни, Франція повернула цей терен, у 1916 після капітуляції німецьких військ в Африці. Франція отримала контроль над Камеруном по мандату Ліги Націй. 